# اسکناس بیست دلاری آمریکا
اسکناس بیست دلاری آمریکا پولی رایج در ایالات متحده آمریکا می‌باشد. بر روی این اسکناس عکس هفتمین رئیس‌جمهور ایالات متحده آمریکا، اندرو جکسون و بر پشت این اسکناس عکسی از کاخ سفید نقش بسته‌است.

## نگارخانه

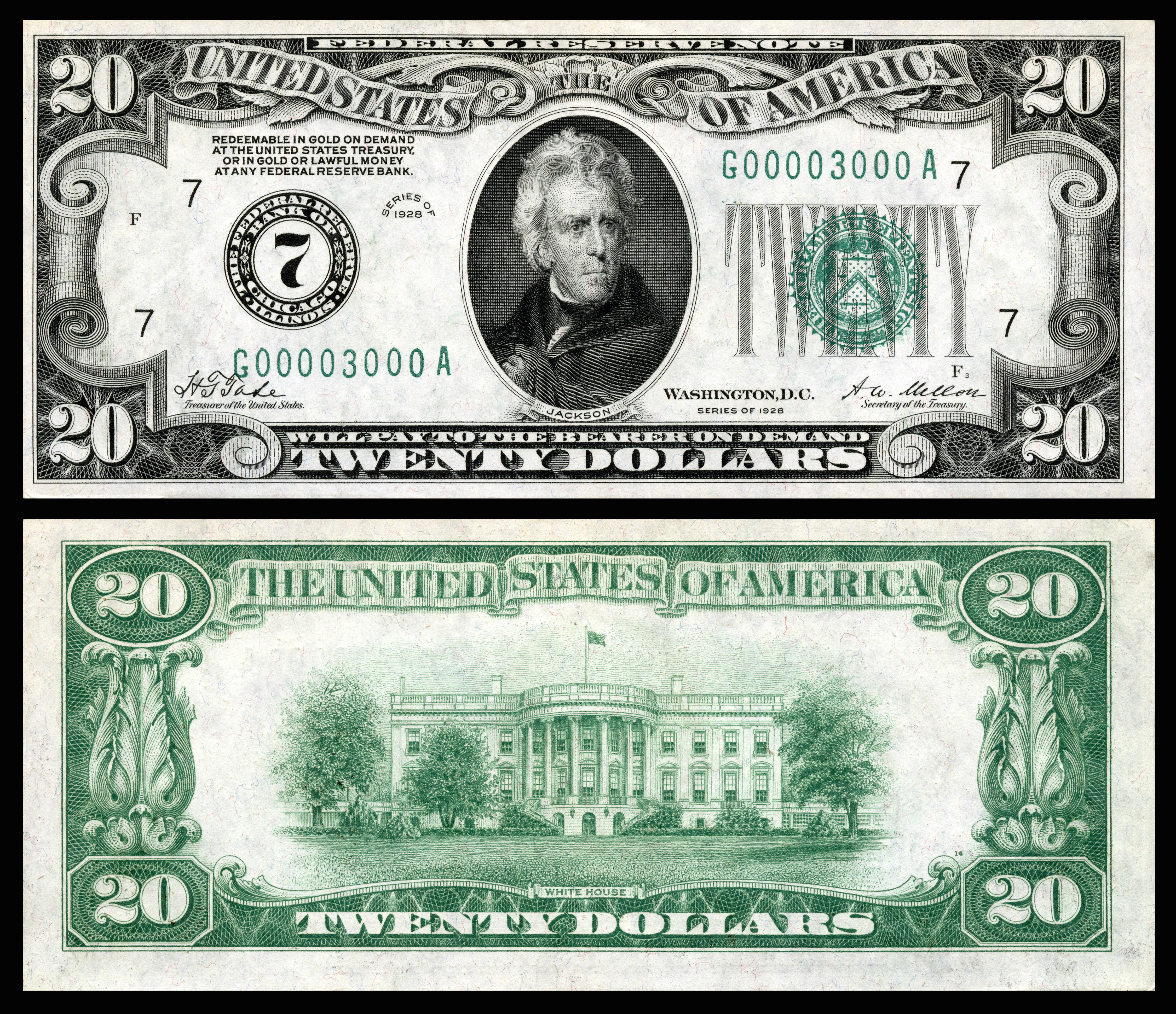
عکسی از طرح ۱۹۲۸